# Zamzam

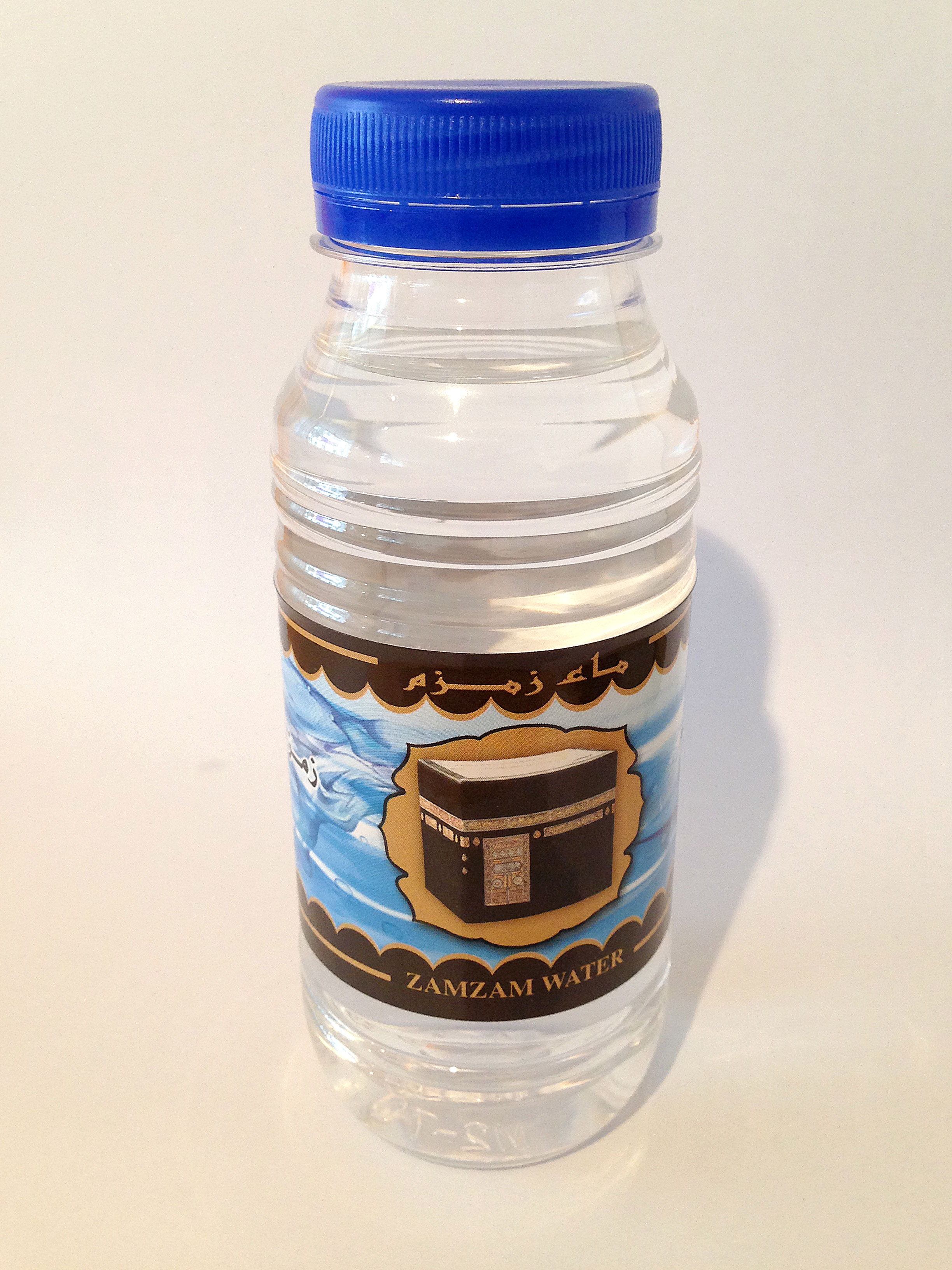
Woda z Zamzamu w butelce zamzamijja

Zamzam, Zemzem – święta studnia w Mekce w pobliżu świątyni Al-Kaba; według tradycji powstała w czasach Abrahama. Tradycja mówi, że w jej miejscu w czasach proroka wytrysnęło źródło, gdy Hagar pozostawiona na pustyni z małym synem Izmaelem rozpaczliwie poszukiwała wody. Nazwa tego źródła wywodzi się od arabskiego słowa zam (dość), ponieważ gdy woda tryskała z ziemi pod wysokim ciśnieniem, Hagar krzyczała właśnie „dość, dość”. Później studnia została zapomniana i zasypana. Ponownie odkrył ją dziadek Mahometa, Abd al-Muttalib. Obecnie odwiedzana przez pielgrzymów muzułmańskich podczas hadżdżu. Picie wody z Zamzamu jest obyczajem religijnym zapewniającym zdrowie wiernego. Wodę z Zamzamu przechowuje się w specjalnych buteleczkach zwanych zamzamijja.